# Onze-Lieve-Vrouw-Hemelvaartkerk (Plombières)

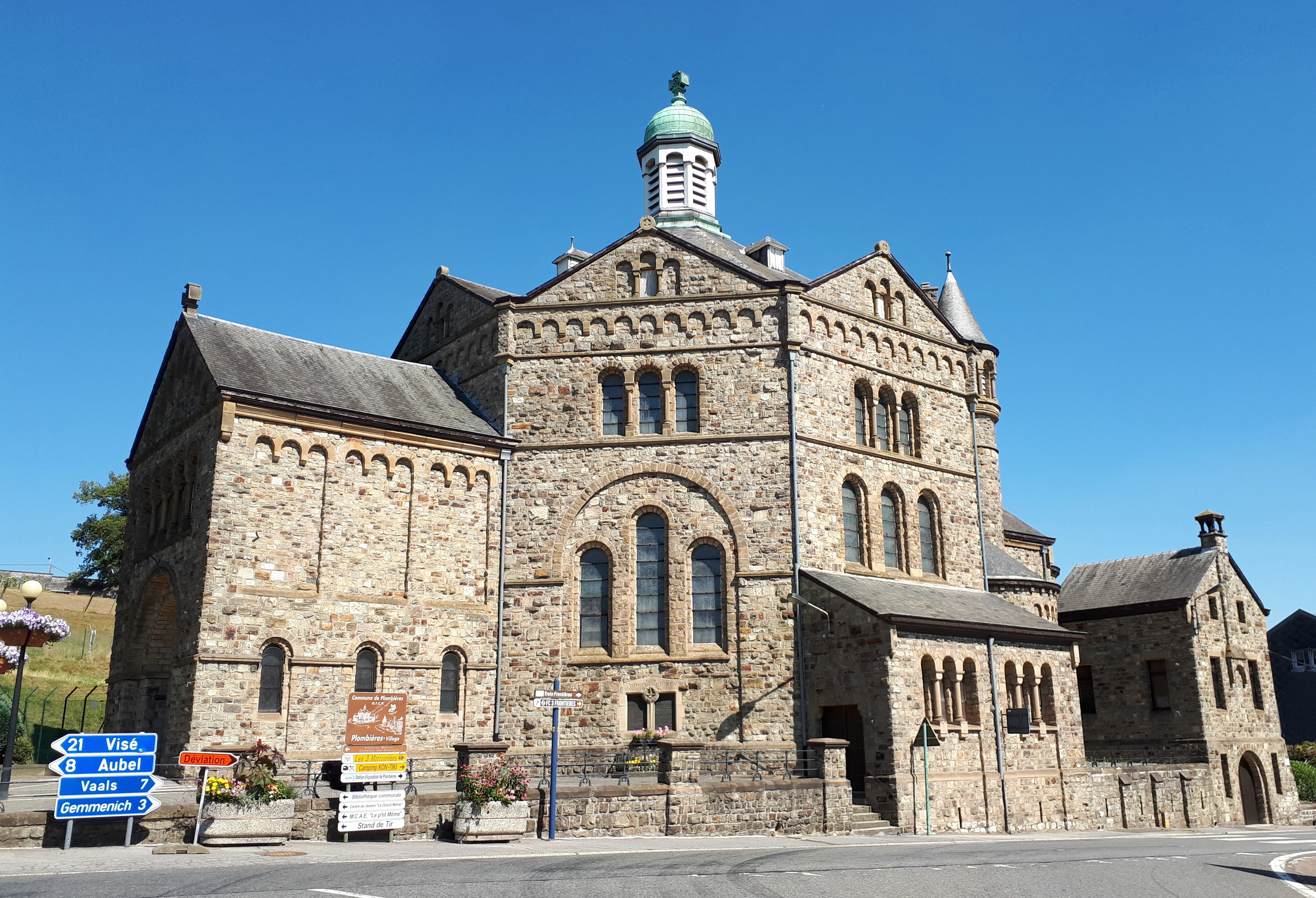
Onze-Lieve-Vrouw-Hemelvaartkerk

De Onze-Lieve-Vrouw-Hemelvaartkerk (Frans: Église Notre-Dame de l'Assomption) is de parochiekerk van de Belgische plaats Plombières, gelegen aan de Rue de l'Église.
Het is een achthoekige kerk in neobyzantijnse stijl, ontworpen door Burguet en gebouwd in 1935. Centraal bevindt zich een torentje op het dak.
De kerk bezit kleurige glas-in-loodramen. Het orgel is geklasseerd. Uit begin 18e eeuw is een houten beeld van Johannes de Doper, dat vroeger gepolychromeerd was.